# إيفان سولوفييف
إيفان سولوفييف (بالروسية: Соловьёв, Иван Владимирович)‏ (29 مارس 1993 بكالوغا في روسيا - ) هو لاعب كرة قدم روسي في مركز الوسط. شارك مع منتخب روسيا تحت 18 سنة لكرة القدم ‏ ومنتخب روسيا تحت 19 سنة لكرة القدم ومنتخب روسيا تحت 21 سنة لكرة القدم. أما مع النوادي، فقد لعب مع أمكار بيرم ودينامو موسكو وزينيت سانت بطرسبرغ ونادي لاهتي وFC Zenit-2 Saint Petersburg ‏.

## روابط خارجية
- إيفان سولوفييف على موقع قاعدة بيانات كرة القدم.إي يو (الإنجليزية)
- إيفان سولوفييف على موقع Soccerway.com (الإنجليزية)
- إيفان سولوفييف على موقع AS.com (الإسبانية)